# Welsh Cup 1885-86
Welsh Cup 1885–86 var den niende udgave af Welsh Cup. Finalen blev afviklet den 3. april 1886 på Racecourse Ground i Wrexham, hvor Druids FC vandt 4-0 over Newtown AFC. Dermed sikrede Druids FC sig sin femte triumf i Welsh Cup.

## Resultater

### Første runde
| Dato   | Kamp                                    | Res.   |
| ------ | --------------------------------------- | ------ |
|        | Berwyn Rangers FC – Rhostyllen FC       | [0]2–1 |
|        | Druids FC – Chirk AAA FC                | 5–1    |
|        | Wrexham Olympic FC – Ellesmere FC       | 1–5    |
|        | Shrewbury Castle Blues FC – Trefonen FC | 6–0    |
|        | Oswestry FC – Newtown AFC               | 1–2    |
|        | Welshpool FC – Vyrnwy United FC         | 5–2    |
|        | Llanfyllin FC – Wem White Stars FC      | 8–0    |
|        | Chester FC – Crewe Britannia FC         | 0–3    |
|        | Davenham FC – Northwich Victoria FC     | 0–2    |
|        | Crewe Alexandra FC – Hartford FC        | 7–1    |
|        | Portmadoc FC – Carnarvon FC             | 2–1    |
|        | Rhyl FC – Bangor FC                     | 1–4    |
| Omkamp |                                         |        |
|        | Berwyn Rangers FC – Rhostyllen FC       | 1–2    |

### Anden runde
| Dato   | Kamp                                       | Res. |
| ------ | ------------------------------------------ | ---- |
|        | Druids FC – Ellesmere FC                   | 7–1  |
|        | Welshpool FC – Newtown AFC                 | 0–0  |
|        | Shrewsbury Castle Blues FC – Llanfyllin FC | 3–0  |
|        | Crewe Alexandra FC – Crewe Britannia FC    | 5–1  |
|        | Bangor FC – Portmadoc FC                   | 4–0  |
| Omkamp |                                            |      |
|        | Welshpool FC – Newtown AFC                 | 0–4  |

### Kvartfinaler
| Dato         | Kamp                                       | Res. |
| ------------ | ------------------------------------------ | ---- |
|              | Rhostyllen FC – Druids FC                  | 0–0  |
|              | Shrewsbury Castle Blues FC – Newtown AFC   | 1–1  |
|              | Crewe Alexandra FC – Northwich Victoria FC | 1–1  |
| Omkampe      |                                            |      |
|              | Rhostyllen FC – Druids FC                  | 1–5  |
|              | Shrewsbury Castle Blues FC – Newtown AFC   | 0–2  |
|              | Crewe Alexandra FC – Northwich Victoria FC | 1–1  |
| Anden omkamp |                                            |      |
|              | Crewe Alexandra FC – Northwich Victoria FC | 2–1  |

### Semifinaler
| Dato         | Kamp                           | Res. | Spillested                 |
| ------------ | ------------------------------ | ---- | -------------------------- |
|              | Bangor FC – Newtown AFC        | 0–0  |                            |
|              | Druids FC – Crewe Alexandra FC | 3–0  | Racecourse Ground, Wrexham |
| Omkamp       |                                |      |                            |
|              | Bangor FC – Newtown AFC        | 0–0  | Chester Road, Wrexham      |
| Anden omkamp |                                |      |                            |
|              | Bangor FC – Newtown AFC        | 0–1  | Racecourse Ground, Wrexham |

### Finale
| Dato | Kamp                    | Res. | Tilskuere | Spillested                 |
| ---- | ----------------------- | ---- | --------- | -------------------------- |
| 3.4. | Druids FC – Newtown AFC | 4–0  | 3.000     | Racecourse Ground, Wrexham |